# Коштана (опера)
Коштана је опера у три чина и шест слика српског композитора Петра Коњовића.

## Либрето
Према истоименој драми Борисава Станковића спевао Петар Коњовић.

## Праизведба
Године 1931, Загреб (тада Краљевина Југославија) у Хрватском народном казалишту. Прерађена опера је имала премијеру у Београду 29. маја 1940.

## Ликови и улоге
- Коштана, млада циганска певачица, сопран
- Хаџи Тома, богати трговац бас
- Стојан, његов син, тенор
- Стана, његова сестра, сопран
- Арса, председник општине, баритон
- Марко, млинар, бас
- Магда, његова жена, алт
- Цигански кмет, бас

## Место и време
Садржај радње се дешава у Врању око 1880. године, непосредно по ослобођењу од Турака.